# Sellandsfjall
Sellandsfjall är ett berg i republiken Island. Det ligger i regionen Norðurland eystra, 240 km nordost om huvudstaden Reykjavík. Toppen på Sellandsfjall är 856 meter över havet.
Trakten runt Sellandsfjall är nära nog obefolkad, med mindre än två invånare per kvadratkilometer. Närmaste större samhälle är Akureyri, omkring 17 kilometer nordväst om Sellandsfjall. Trakten runt Sellandsfjall består i huvudsak av gräsmarker.